# Psyllaephagus chianganus
Psyllaephagus chianganus är en stekelart som beskrevs av Prinsloo 1981. Psyllaephagus chianganus ingår i släktet Psyllaephagus och familjen sköldlussteklar.
Artens utbredningsområde är Angola. Inga underarter finns listade i Catalogue of Life.